# Mesolecitha linearis
Mesolecitha linearis är en plattmaskart. Mesolecitha linearis ingår i släktet Mesolecitha och familjen Fellodistomatidae. Inga underarter finns listade i Catalogue of Life.